# Кіє (Свентокшиське воєводство)
Кії — маєток Піньчув у Польщі, в гміні Кії Пінчовського повіту Свєнтокшиського воєводства. Село Кіє є житловим масивом міста Піньчува
Населення — 2494 особи (2011).
У 1975-1998 роках село належало до Келецького воєводства.

## Демографія
Демографічна структура на день 31 березня 2011 року:
|          | Загалом | Допрацездатний вік | Працездатний вік | Постпрацездатний вік |
| -------- | ------- | ------------------ | ---------------- | -------------------- |
| Чоловіки | 237     | 51                 | 158              | 28                   |
| Жінки    | 257     | 51                 | 134              | 72                   |
| Разом    | 494     | 102                | 292              | 100                  |